# Paracorallium japonicum
Paracorallium japonicum is een zachte koraalsoort uit de familie Coralliidae. De koraalsoort komt uit het geslacht Paracorallium. Paracorallium japonicum werd in 1903 voor het eerst wetenschappelijk beschreven door Kishinouyi. 